# Karbaminian etylu
Karbaminian etylu – organiczny związek chemiczny, ester etylowy kwasu karbaminowego. Jest to biała krystaliczna substancja o działaniu nasennym, przeciwgorączkowym, a w dużych dawkach także narkotycznym.